# Réseau des musées
Le réseau des musées est un regroupement de musées allemands, français et suisses.

## Origine
L'exposition Nach dem Krieg/Après la guerre de 1995 a inauguré la coopération tri-nationale entre musées dans le sud du Rhin supérieur. Ce projet franco-allemand-suisse était consacré aux conséquences de la Deuxième Guerre mondiale dans la région, cinquante ans après la fin du conflit. Les musées partenaires, Musée des Trois Pays (Allemagne) à l'époque Museum am Burghof, Museum.BL (Suisse) à l'époque Kantonsmuseum Baselland et le Musée historique de Mulhouse (France) présentaient en même temps tous les trois une exposition. La coopération se déroulait sur les plans de la conception, du programme des manifestations et de la communication des expositions, un catalogue commun et une même affiche.
Quatre autres cycles d'expositions ont été réalisés au cours des années suivantes :
- Révolution 1848/49 - Nationalität trennt, Freiheit verbindet/Séparés par la nationalité, unis par la liberté (1998)[2]
- Verrückte Regio – Regio en folie: Fasnacht - Fasnet - Carnaval (2004)[3]
- Mythische Orte am Oberrhein – Lieux mythiques du Rhin supérieur (2007)[4]
- Der Oberrhein um 1900 – Le Rhin supérieur vers 1900 (2009)[5]

## Idée et objectif
L'idée fondamentale du réseau est d'exploiter la coopération transfrontalière entre musées pour présenter l'Histoire dans un contexte transnational. Pour garantir une coopération continue à la fois souple et solide entre musées français, allemands et suisses, le Musée des Trois Pays Lörrach a fondé le réseau des musées en 2012.
Le Musée des Trois Pays présente lui-même une exposition permanente conçue de façon transfrontalière. Il a participé à tous les projets transfrontaliers et en a généralement assuré la direction. Le soutien de l'Union Européenne a permis d'étendre le réseau à tout le territoire du Rhin supérieur. Le réseau des musées est alors devenue une partie essentielle du projet Interreg B34 sous le titre « Musée des Trois Pays – Réseau trinational pour l'Histoire et la Culture » porté par le Musée des Trois Pays Lörrach.
L'objectif du réseau est de présenter tous les trois ou quatre ans un cycle transfrontalier d'expositions autour d'un thème commun et d'exploiter par là-même les effets de synergie dans les domaines de la gestion des collections et de la communication. Le réseau des musées est un outil qui permet de sensibiliser le grand public à l'Histoire passée et présente de la région du Rhin supérieur. Il cherche aussi à inviter les visiteurs à découvrir les expositions présentées dans les pays voisins.

## Organisation

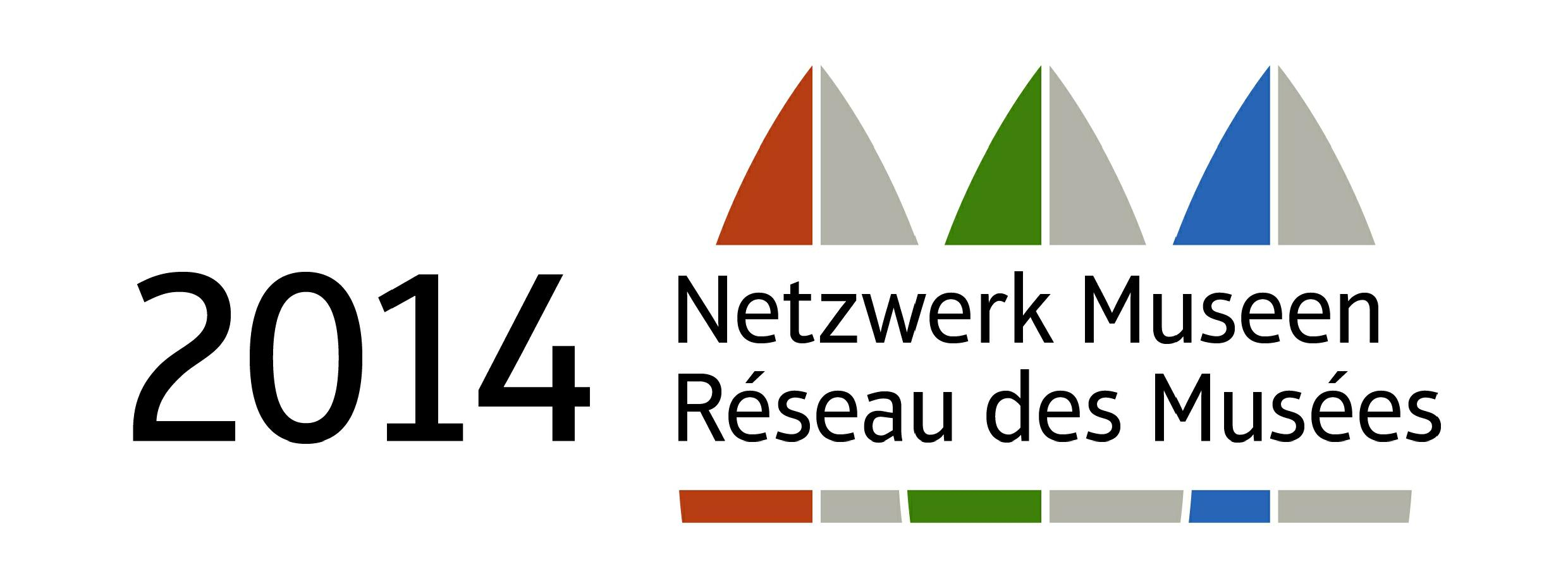
Logo Réseau des Musées 2014.

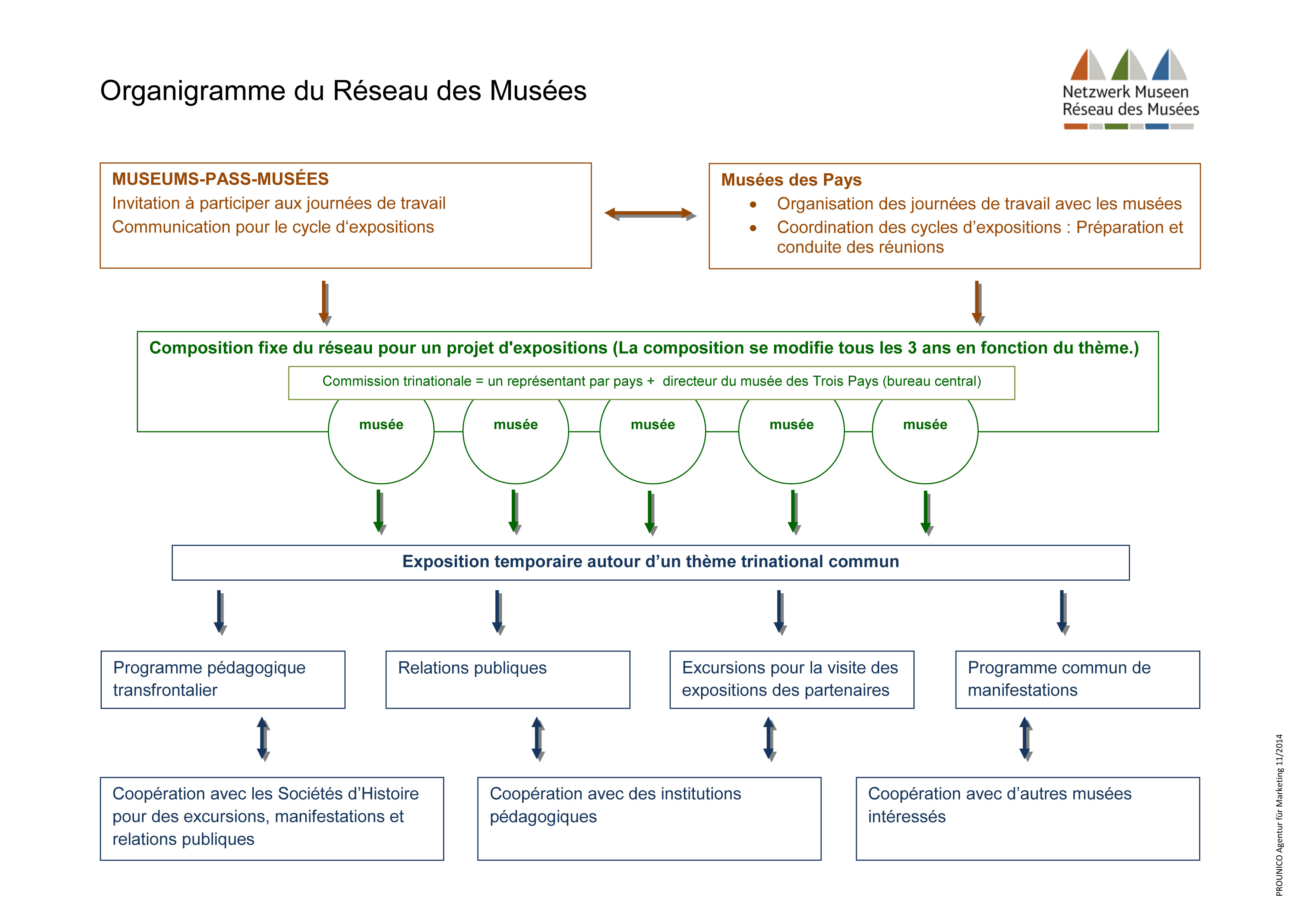
Organigramme du Réseau des Musées.

La direction du Museums-Pass-Musées et le Musée des Trois Pays Lörrach organisent tous les trois ans une réunion de travail à laquelle sont conviés tous les musées membres. La première s'est déroulée le 8 mars 2013.
Les musées ne s'engagent dans le réseau que pour la durée d'un cycle. La constitution du réseau peut varier tous les trois ans en fonction du thème retenu. Tous les quatre ans, les musées participant au réseau présentent un cycle d'expositions transfrontalier. Ils se réunissent environ tous les six mois pour une journée de travail. En plus de la réflexion autour du concept des expositions, les responsables discutent du programme transfrontalier de médiation, de celui des manifestations culturelles, de la communication et de la coopération avec des institutions externes. La coordination et l’organisation du réseau sont assurées par le Musée des Trois Pays Lörrach. Un comité trinational approuvé par tous les musées membres a été créé entretemps pour les prises de décisions intermédiaires. Il est composé d'un membre de chacun des trois pays et du directeur du siège du réseau. Pour renforcer sa présence publique, le réseau s'est doté d'un logo et d'un site Internet. Parce que la coopération entre les musées est centrée autour d'un thème cyclique, le logo est régulièrement actualisé par l'apposition de l'année du projet. L'égalité des chances entre tous les musées membres du réseau est fondamentale. Elle ne tient compte ni de la taille du musée, ni de son appartenance nationale ou de ses moyens financiers. Chaque musée membre peut déterminer sa propre forme de participation.

## Cycle d'expositions sur laPremière Guerre mondiale
Le premier cycle d'expositions du réseau 2014 a abordé le thème de la Première Guerre mondiale dans le Rhin supérieur. Les trente-cinq musées membres originaires de Suisse, de France et d'Allemagne ont ainsi croisé des perspectives nationales, locales et thématiques. Une brochure donne une vue d'ensemble de toutes les expositions. Le réseau des musées est par là-même le plus grand réseau transfrontalier de musées.

## Partenaires
Allemagne
- Musée des Trois Pays, Lörrach

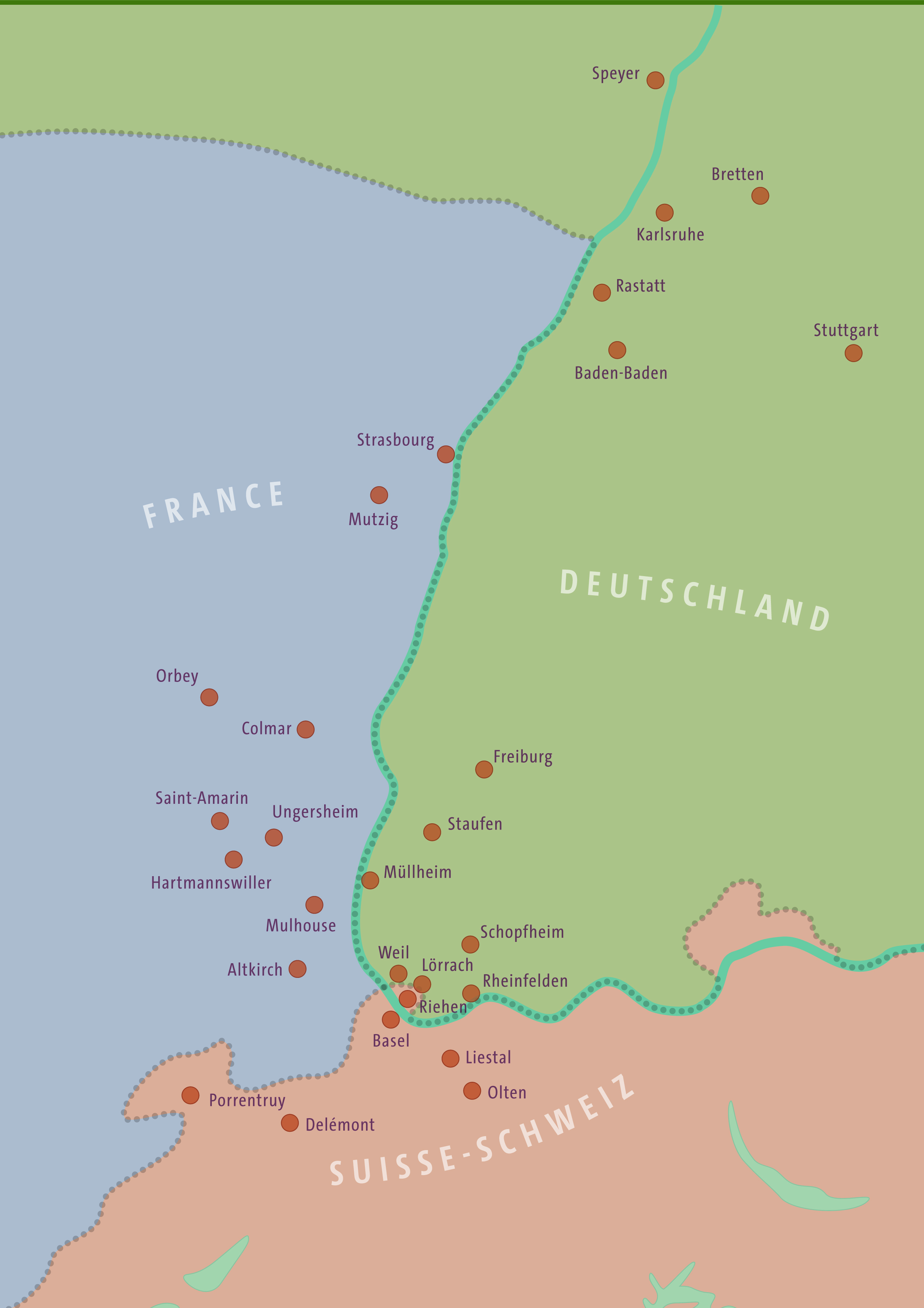
Expositions 2014 sur des thèmes de la Première Guerre mondiale.

- Haus der Geschichte Baden-Württemberg, Stuttgart
- Historisches Museum der Pfalz, Speyer
- Badisches Landesmuseum, Keramikmuseum Staufen im Breisgau, Zweigmuseum des Badischen Landesmuseums Karlsruhe
- Landesarchiv Baden-Württemberg in Kooperation mit Archives Départementales du Haut Rhin, Colmar
- Markgräfler Museum, Müllheim
- Melanchthonhaus (Bretten)
- Museum am Lindenplatz, Weil am Rhein
- Museum für Kunst und Technik des 19. Jahrhunderts, Baden-Baden
- Museum für Stadtgeschichte Freiburg im Breisgau
- Stadtarchiv Lörrach
- Stadtarchiv & Erinnerungsstätte Ständehaus Karlsruhe
- Stadtmuseum Rastatt
- Stadtmuseum Rheinfelden
- Stadtmuseum Schopfheim
- Stadtmuseum und Pfinzgaumuseum Karlsruhe
- Wehrgeschichtliches Museum Rastatt

France
- Archives départementales du Haut-Rhin, Colmar en coopération avec Landesarchiv Baden-Württemberg, Karlsruhe
- Archives et Musée Historique, Strasbourg
- Bibliothèque Nationale et Universitaire (Strasbourg)
- Écomusée d'Alsace, Ungersheim
- Fort de Mutzig - Feste Kaiser Wilhelm II, Mutzig
- Hartmannswillerkopf, Hartmannswiller
- Musée des beaux-arts de Mulhouse
- Musée-Mémorial du Linge, Orbey
- Musée archéologique de Strasbourg
- Musée historique de Mulhouse
- Musée Serret, Saint-Amarin
- Musée sundgauvien, Altkirch
- Les ateliers de la Seigneurie, Andlau

Suisse
- Historisches Museum Olten
- Musée de l‘Hôtel-Dieuv, Porrentruy
- Musée jurassien d‘art et d’histoire, Delémont
- Museum.BL, Liestal
- [Museum der Kulturen Basel
- Historisches Museum Basel|Museum für Geschichte, Barfüsserkirche
- Spielzeugmuseum Riehen